# Ary Ödön
Ary Ödön (Buda, 1842. szeptember 18. – Budapest, 1874. május 18.) jogász, miniszteri tanácsos és helyettes államtitkár.

## Családja
Nemes Ary György és Delson Clotilde fiaként született. Pesten, a Kálvin téri református templomban keresztelték 1842. szeptember 19-én. 1867. július 20-án nősült meg Pesten, a Kálvin téri református templomban, felesége Sztankovics Gabriela. Az esküvői tanúk Gorove István és Perczel Béla voltak. Három közös gyermekük volt, Elvira, Pál és Leona.

## Tevékenysége
Tanulmányait a fővárosban végezte az egyetemen, és már mint másodéves jogász Gorove István magántitkára lett. 1863-ban a pénzügyigazgatóság budai osztályánál kezdte hivatalos működését. A jogi karon 1864-ben végzett. 1867-ben miniszteri titkár lett a kereskedelmi minisztériumban; 1869-ben osztálytanácsos; 1872-ben mint tanácsos és 1873. május 29-től pedig mint helyettes államtitkár működött. Még miniszteri tanácsosként, 1871. október 5-én másodmagával írta alá a Monarchia nevében a Német Birodalommal kötött távírdai egyezményt.
Közgazdasági és egyéb műveket hagyott hátra kéziratban.

## Halála
Nagyon fiatalon, élete 31., házasságának 7. évében hunyt el. 1874. május 20-án a vízivárosi sírkertben a református egyház szertartása szerint helyezték örök nyugalomra.